# St.-Christophorus-Kirche (Breitenbrunn)

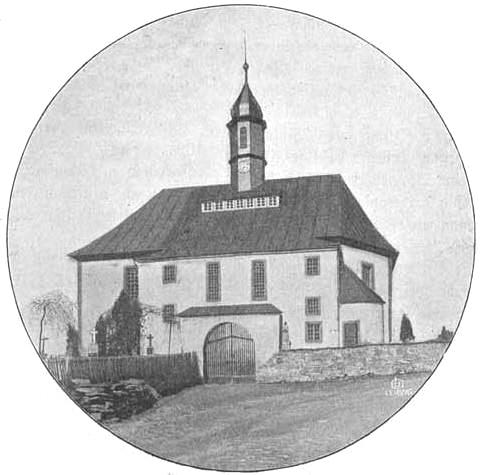
Christophoruskirche, 1902

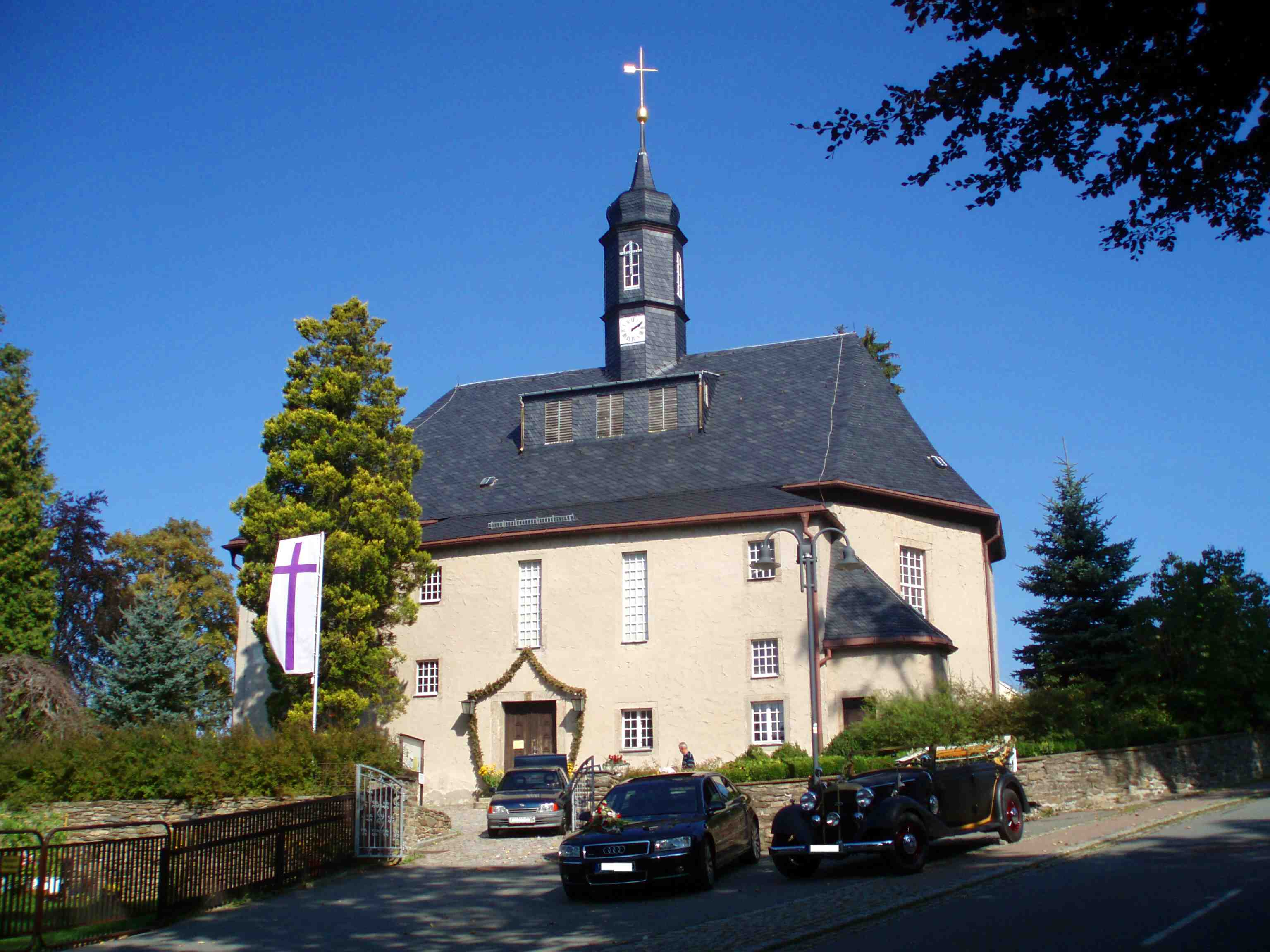
Christophoruskirche heute

Die evangelisch-lutherische St.-Christophorus-Kirche im erzgebirgischen Breitenbrunn ist eine kleine Saalkirche aus dem 16. Jahrhundert, die durch Einbauten im 19. Jahrhundert zur Emporenhalle wurde.

## Geschichte
Mitte des 16. Jahrhunderts trennte sich Breitenbrunn von der Kirchgemeinde in Grünstädtel und bildete eine eigene Parochie, in die zunächst auch das Nachbardorf Rittersgrün eingepfarrt war. Vorher hatte an derselben Stelle bereits eine Kapelle gestanden. Die Kirche wurde 1559 geweiht, 1719 bis 1725 umfangreich erneuert und ausgebaut, 1837 um eine Vorhalle erweitert und im 20. und 21. Jahrhundert mehrfach restauriert.

## Architektur

### Außenarchitektur
Der verputzte Bruchsteinbau ist im Osten dreiseitig geschlossen. Das Walmdach verfügt über eine breite Schleppluke als Schallöffnung für das Geläut. Der schlanke Dachreiter mit Uhr wurde mehrfach erneuert.

### Innenarchitektur

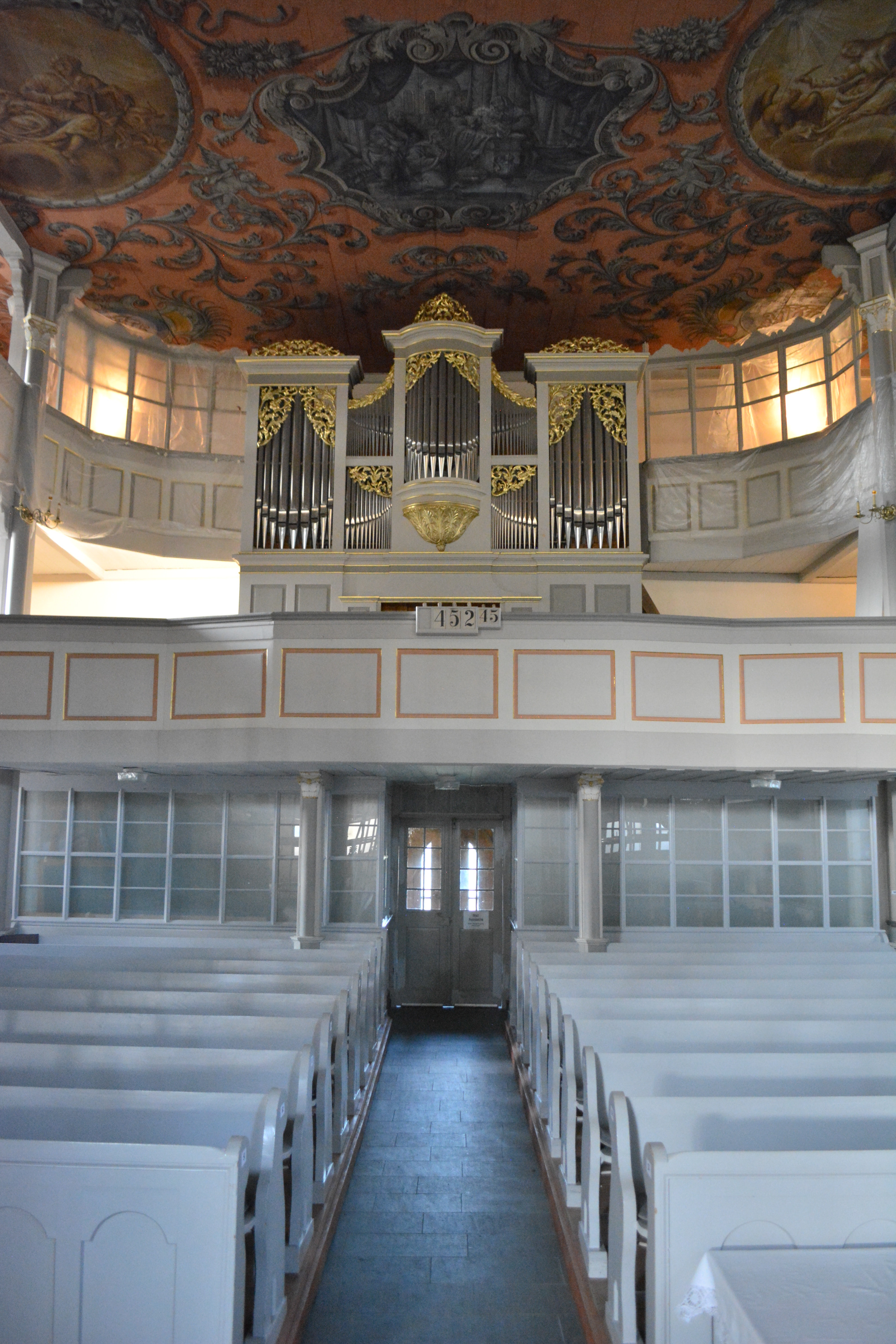
Innenraum mit Bärmig-Orgel (2021)

Die erst 1957/58 wieder freigelegte Deckenbemalung aus dem Jahr 1740 lässt erkennen, dass sie geschaffen wurde,
als die heutige Unterteilung des Kirchenraums weder bestand noch vorgesehen war.
Als die Meister Schildbach und Grimm aus Johanngeorgenstadt die Decke bemalten, ruhte sie freitragend nur auf den Umfassungsmauern. 
Die heutige Einteilung in Zentralraum/Mittelschiff und den Umgang mit Emporen entstand wohl erst im 19. Jahrhundert. Die Pfeiler stehen auf etwa einen Meter hohen achteckigen Sockeln und erstrecken sich von dort ohne Unterbrechung bis an die Decke, wo sie mit Kopfbügen enden und einen 
Die von den Emporen-und-Decken-Pfeilern getragenen Unterzug tragen, der ihren mittleren Bereich dreiseitig umschließt. Entlang der Westwand, also über der Orgel, fehlt der Unterzug, und die beiden mittleren Emporenpfeiler der Orgelempore reichen nur bis zu dieser.
Hinter dem Altar sind die Emporen verglast und leicht vorgewölbt. 

## Ausstattung
Die Deckenbemalung stellt, von barocker Ornamentik umgeben, die Verklärung des Herrn und nahe der Ecken die Evangelisten in ovalen Lorbeerrahmen dar.
Der um 1740 entstandene Altar ist mit einem Auferstehungsgemälde im barocken Rahmen versehen und vom Gottesauge bekrönt. 
Die polygonale Kanzel ist schlicht gearbeitet und mit der untere Nordempore verbunden. Das ältere Kruzifix auf dem Schalldeckel ist wahrscheinlich spätgotisch. Das hölzerne, von einem Engel getragene Taufbecken stammt aus der ersten Hälfte des 18. Jahrhunderts.

### Orgel

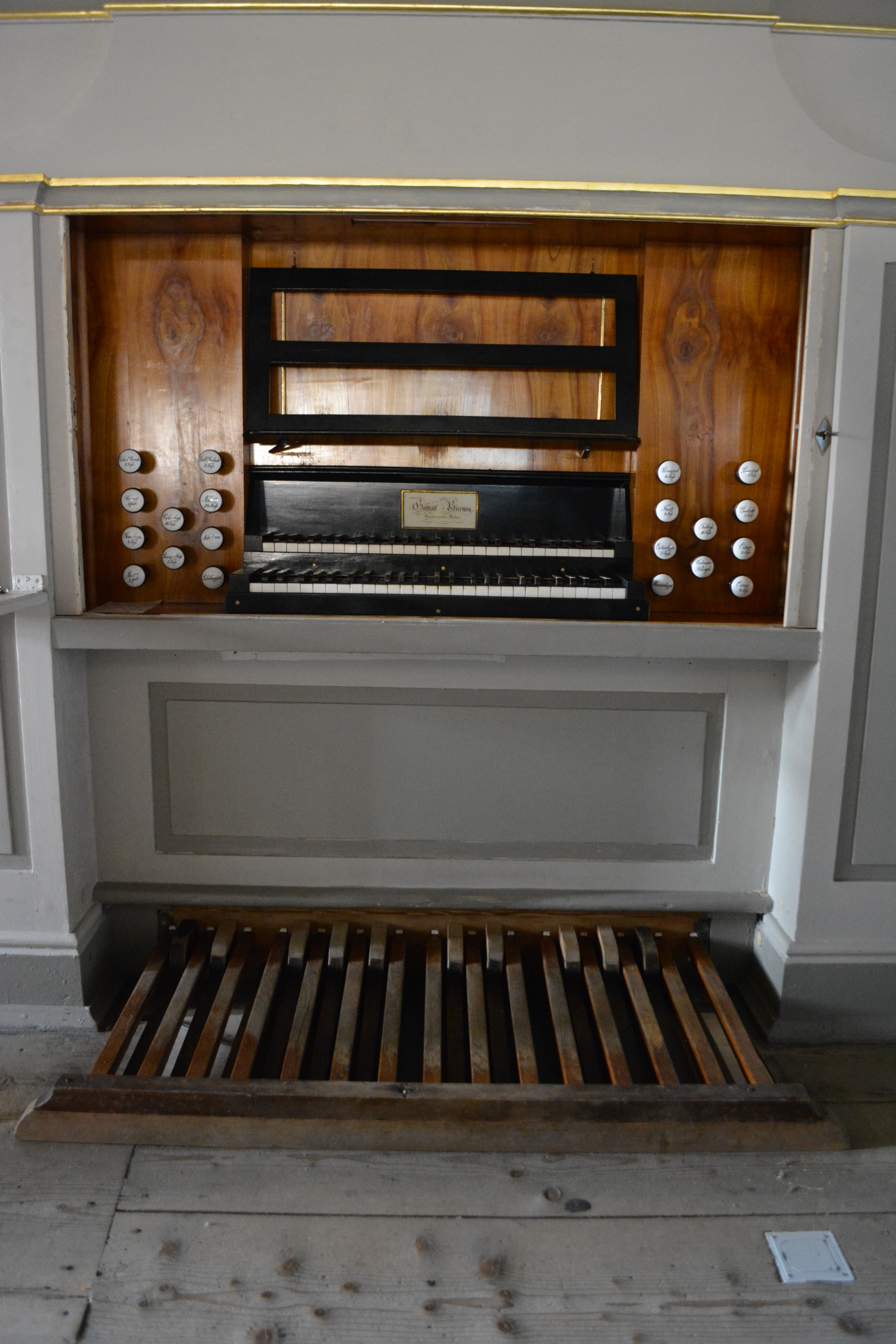
Spielschrank

Die Orgel von 1852 wurde vom Werdauer Orgelbaumeister Johann Gotthilf Bärmig gebaut. Das Gehäuse und Teile des Pfeifenmaterial stammen aus der Vorgängerorgel von Johann Friedrich Rothe aus Lößnitz, der hier 1728 ein Orgelwerk schuf. 1965 wurde das Instrument durch die Orgelbaufirma A. Schuster & Sohn aus Zittau umdisponiert. 1992 wurde ein neuer Zinnprospektes durch die Firma Jehmlich eingebaut, 1993 wurde die Windanlage repariert und 2002 folgten weitere Reparaturen. 2021/2022 erfolgte die Sicherung der Orgel durch Jehmlich und die Demontage der Balganlage für Kirchensanierung.
Die Disposition lautet heute wie folgt:
| I Hauptwerk C–d3 |                     |       |
| 1                | Principal           | 8′    |
| 2                | Gedeckt             | 8′    |
| 3                | Gamba               | 8′    |
| 4                | Octave              | 4′    |
| 5                | Gemshorn            | 4′    |
| 6                | Cornett III (ab c1) |       |
| 7                | Octave              | 2′    |
| 8                | Mixtur III          | 1 ⁄3′ |

| II Oberwerk C–d3 |                  |       |
| 09               | Lieblich Gedeckt | 8′    |
| 10               | Principal        | 4′    |
| 11               | Rohrflöte*       | 4′    |
| 12               | Nassat*          | 2 ⁄3′ |
| 13               | Octävlein*       | 1′    |

| Pedal C–c1 |            |     |
| 14         | Subbass    | 16′ |
| 15         | Violonbass | 16′ |
| 16         | Oktavbass  | 08′ |

- Koppeln: Manualkoppel, Pedalkoppel

(* = neue Register 1965)

## Sonstiges
Am Kirchhof befindet sich ein Gedenkstein zur Erinnerung an Wolfgang Uhle, der als Pestpfarrer von Annaberg bekannt wurde, und zuletzt als Pfarrer in Breitenbrunn tätig war, wo er 1594 am Altar vom Schlag tödlich getroffen wurde. Seine Grabstätte ist nicht genau bekannt.